# Texcoco (municipalité)

Municipalité du Texcoco.

Texcoco (mot d'origine nahuatl) est l'une de 125 municipalités de l'État de Mexico au Mexique. Texcoco confine au nord à Axapusco, à l'ouest à Atenco, au sud à Chicoloapan et à l'est à Tlaxcala. Son chef-lieu est Texcoco qui compte 15 000 habitants.